# ينس إيفال
ينس إيفال (بالألمانية: Jens Ewald)‏ هو راكب الكنو ألماني، ولد في 30 يوليو 1983.

## وصلات خارجية
- ينس إيفال على موقع أوليمبيديا (الإنجليزية)